# Servantes de Marie Réparatrices
Les Servantes de Marie Réparatrices (en latin : Congregationis Servarum Mariae Reparatricum) sont une congrégation religieuse féminine enseignante et caritative de droit pontifical.

## Histoire
En 1892, Marie Élise Andreoli et trois compagnes commencent à accueillir et à aider les orphelins de la ville. Le 9 juillet 1899, elles sont admises dans le Tiers-Ordre des Servites de Marie et font leur profession religieuse le 12 juillet 1900 à Vidor. Le 31 mars 1903, la congrégation est reconnue de droit diocésain sous le nom de Servantes de Marie par Antonio Polin, évêque d'Adria. Elles sont agrégées le 19 janvier 1910 à l'Ordre des Servites de Marie ; l'œuvre est transférée à Rovigo l'année suivante.
En 1911, Marie Dolores Inglese, fervente adepte de la réparation mariale, rentre dans l'institut et convainc la fondatrice d'adopter cette dévotion. Le 8 décembre 1913, Luigi Pellizzo, évêque de Padoue, approuve leurs constitutions religieuses inspirées des Servites de Marie et sous la règle de saint Augustin. Il approuve également la réparation mariale et ajoute le titre de Réparatrices aux Servantes de Marie.
L'institut reçoit le décret de louange le 24 mars 1931 ; il est définitivement approuvé par le Saint-Siège le 17 juin 1941.

## Activités et diffusion

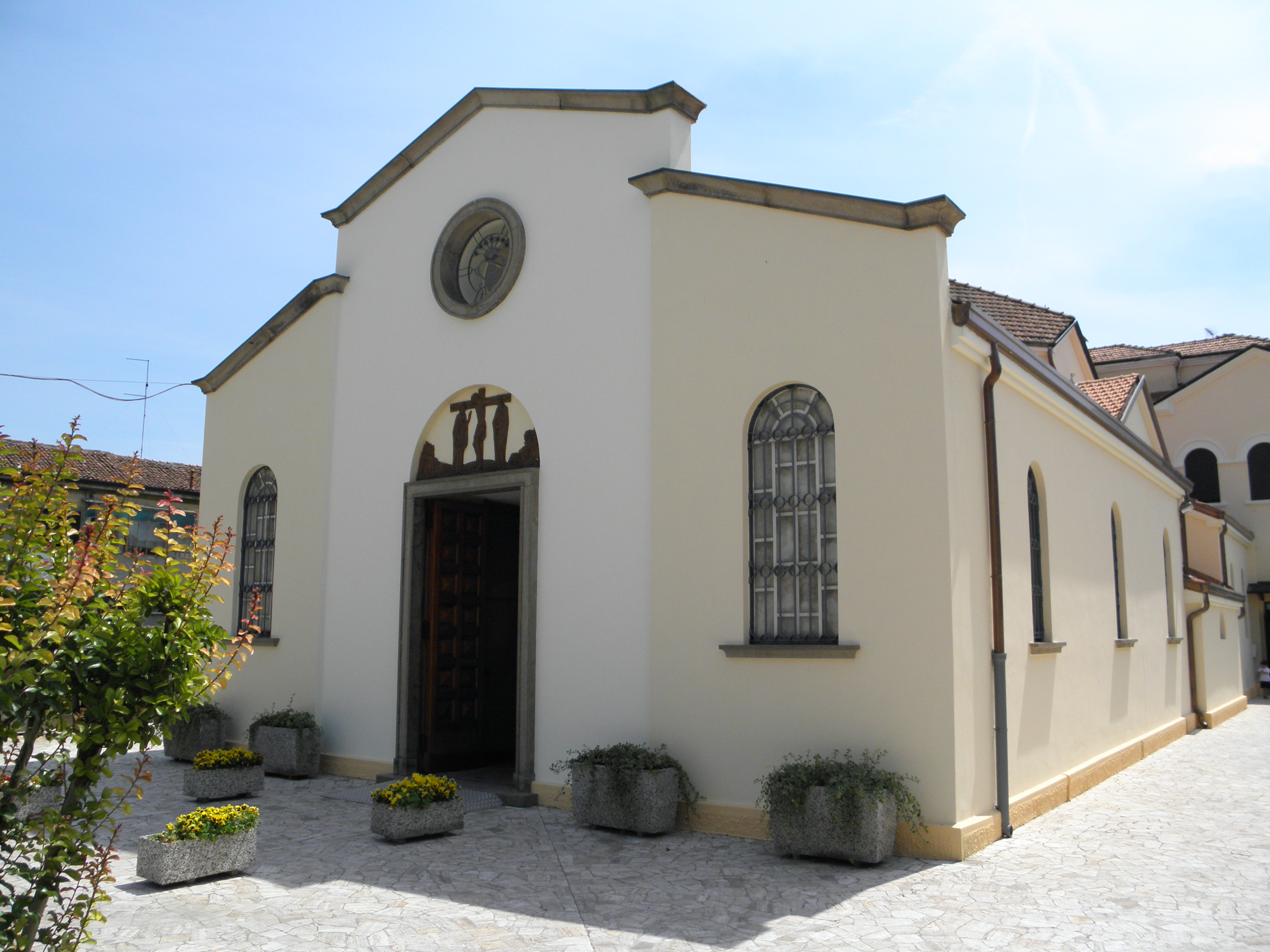
Le sanctuaire de Notre-Dame des Douleurs (l'Addolorata) de Rovigo des Servantes de Marie Réparatrices

Les Servantes de Marie Réparatrices se consacrent à l'enseignement et à diverses activités selon les besoins où elles vivent.
Elles sont présentes en:
- Europe : Albanie, Italie, Portugal.
- Amérique : Argentine, Bolivie, Brésil, Pérou.
- Afrique : Côte d'Ivoire.

La maison-mère est à Rome.
En 2017, la congrégation comptait 309 sœurs dans 56 maisons.